# Wampuy
Wampuy (Quechua für „Schwimmen, Boot fahren, Reisen“) oder Quechua II ist die linguistische Bezeichnung (nach Alfredo Torero) für einen der beiden Hauptäste der Quechua-Sprachfamilie mit ca. 8 Millionen Sprechern, der das gesamte Quechua-Sprachgebiet nördlich und südlich des Waywash (Quechua I) umfasst.
Das Wampuy zerfällt in drei Nebenäste:
- Yunkay (Quechua II a)
- Chinchay (Quechua II b)
- Südliches Quechua (Quechua II c)

## Unterschiede zwischen Waywash und Wampuy
| Waywash             | Wampuy          | Deutsch                     |
| ------------------- | --------------- | --------------------------- |
| -ĉaw                | -pi             | in                          |
| -piqta, -pita, -piq | -manta          | aus, von                    |
| -naw                | -šina, -hina    | wie                         |
| -r                  | -špa            | (Gerundium), -nd            |
| [Vokalverdopplung]  | -ni             | (Verb: 1. Person Sg. „ich“) |
| -ya-, -paaku-       | -ku(na), -llapa | (Verb: Mehrzahl)            |
| -ma-                | -wa-            | mir, mich                   |
| -kaq                | (chay ...-qa)   | der, die, das               |
| -naa, naq           | -šqa            | (narrative Vergangenheit)   |